# Ǣ́
Cette page contient des caractères spéciaux ou non latins. S’ils s’affichent mal (▯, ?, etc.), consultez la page d’aide Unicode.
Ǣ́, ou E dans l’A macron accent aigu, est un graphème utilisé dans l’étude du vieil anglais. Il s’agit de la lettre Æ diacritée d’un macron et d’un accent aigu.

## Utilisation
Dans l’étude du vieil anglais, ‹ ǣ́ › est utilisé pour transcrire une voyelle pré-ouverte antérieure non arrondie longue [æː] dans la syllabe avec l’accent tonique.

## Représentations informatiques
Le E dans l’A macron accent aigu peut être représenté avec les caractères Unicode suivants :
- précomposé (supplément Latin-1, diacritiques)[1],[2] :

| formes    | représentations | chaînes de caractères | points de code | descriptions                                              |
| --------- | --------------- | --------------------- | -------------- | --------------------------------------------------------- |
| capitale  | Ǣ́               | Ǣ◌́                    | U+01E2 U+0301  | lettre majuscule latine ae macron diacritique accent aigu |
| minuscule | ǣ́               | ǣ◌́                    | U+01E3 U+0301  | lettre minuscule latine ae macron diacritique accent aigu |

- décomposé (latin de base, diacritiques) :

| formes    | représentations | chaînes de caractères | points de code       | descriptions                                                          |
| --------- | --------------- | --------------------- | -------------------- | --------------------------------------------------------------------- |
| capitale  | Ǣ́               | Æ◌̄◌́                   | U+00C6 U+0304 U+0301 | lettre majuscule latine ae diacritique macron diacritique accent aigu |
| minuscule | ǣ́               | æ◌̄◌́                   | U+00E6 U+0304 U+0301 | lettre minuscule latine ae diacritique macron diacritique accent aigu |